# Batak karo
Batak karo (též Karo nebo Bahasa Karo) je jazyk používaný národem Karo na Severní Sumatře v Indonésii. Patří do širší jazykové rodiny batackých jazyků, např. spolu s jazyky batak simalungun nebo batak toba, ovšem není s nimi vzájemně srozumitelný. Batacké jazyky samotné jsou součástí malajsko-polynéské jazykové rodiny, jedné z jazykových rodin austronéských jazyků.
Počet mluvčích se odhaduje zhruba na 500-600 tisíc. Jazyk má celou řadu dialektů, které se dělí do dvou širších skupin, do západní a východní. Zapisuje se latinkou, ovšem historicky se používala i abugida označovaná jako batacké písmo.

## Ukázka jazyka
Verš z Bible (Jan 1:1) v jazyce batak karo:
| „ | Ope denga ijadiken Dibata doni enda Kata e enggo lit. Kata e ras Dibata, janah Kata e me Dibata. | “ |

Český překlad:
| „ | Na počátku bylo Slovo a to Slovo bylo u Boha a to Slovo bylo Bůh. | “ |